# 路易·萨哈
路易·沙夏（法語：Louis Saha，1978年8月8日—）是一位已退役的法國職業足球員，司職前鋒。曾效力英超紐卡素、富咸、曼聯、愛華頓、熱刺及新特蘭等球會。現已退役。
沙夏的父母出生瓜德羅普。沙夏還透露，他和他的兄弟姐妹是從嚴格的加勒比文化中長大起來的。

## 生平

### 球會
沙夏於1999年首次踏足英格蘭超級聯賽替紐卡素上陣，該次是以借用形式從法國梅斯加盟。該名射手上陣11場取得兩個入球，包括作客伊活公園（Edwood Park）以一球令人驚嘆的美妙遠射將淘汰出局。
之後返回法國於該季合共替梅斯上陣22次攻入6球，並於2000年6月16日以210萬英鎊轉會富咸。加盟首季替富咸轟入32球，帶領球隊升上超級聯賽，並贏得2000年甲組聯賽最佳球員獎。該名前鋒首次引起費格遜爵士的注意是於2001年1月7日主場對曼聯的足總杯賽事，沙夏讓曼聯後防疲於奔命，最終紅魔鬼以2-1勝出晉級。
於下一季沙夏和富咸於揭幕戰作客曼聯以高姿態宣告他們登陸超級聯賽。沙夏梅開二度不過曼聯憑將士用命最終以3-2擊敗該支升班馬。不過沙夏該季之後表現令人失望只取得9個入球，其中7球為聯賽入球。
不過於2003至2004年球季上半季沙夏入球停不了，致使曼聯付出1,280萬英鎊將他收購並簽約5年。於簽約時沙夏表示：「我非常高興。這是夢想成真。我希望多謝我家人和支持我的朋友，我為這結果感到高興。要離開氣氛良好的富咸並不容易，不過我慶幸能加盟世界上最佳球會之一的曼聯。」
而他加盟曼聯後，獲派9號球衣，這也是自高爾於2001年12月轉會後，未有人穿著的球衣號碼。
不過，在曼联的四年半时间内，沙夏不斷受到傷患困擾，多次傳出將被曼聯出售或用來作交易球員的籌碼。2008年8月，他最终离开球队，加盟埃弗顿。他共为曼联上场124次（其中替补48次），攻入42个入球（替补入球4个）。
2008年9月1日，沙夏正式加盟愛華頓，轉會費金額並沒有透露，合約為期2年另愛華頓有優先權可延長合約多1年。
2010年2月5日，愛華頓與沙夏簽署一份為2年新合約，令沙夏可留隊至2012年。
2012年2月1日，沙夏以免轉會費形式加盟英超熱刺，合約為期18個月。
2012年5月29日，沙夏加盟熱刺只有5個月就被放棄，可自由轉會。
2012年8月16日，沙夏以自由身身份加盟新特蘭，合約為期1年。
2013年1月17日，傳媒佈導新特蘭已通知沙夏可隨時離隊。
2013年1月31日，新特蘭正式宣佈沙夏已離隊。
2013年2月7日，意甲球隊拉齐奥宣佈簽入沙夏至球季結束，原因是拉齐奥首席射手德國國脚膝部受傷估計最少休息八星期，為免影響爭取下季參賽歐聯資格，故簽入沙夏。
2013年8月8日，沙夏由Twitter上宣佈結束他的職業足球員生涯。

早年生活
沙夏的父母出生於瓜德羅普（法國的一個部門）上他的祖父祖母至今仍然在這到住。他有一個妹妹和一個弟弟。沙夏還透露了他和他的的兄弟姊妹是從嚴格的加勒比文化中撫養長大的。

### 國家隊
2004年2月沙夏首度代表法國國家隊上陣，並立即取得入球，協助球隊以2-0擊敗比利時。他亦有入選2006年世界盃法國的23人大軍名單，可惜於四強對葡萄牙一役當中累積了兩面黃牌，無緣出戰決賽賽事，最終法國獲得亞軍。

## 榮譽

### 球會
富咸
- 英格蘭甲組聯賽冠軍：2000/01年；

曼联
- 英格兰足球超级联赛冠軍 (2)：2006/07年、2007/08年；
- 英格蘭聯賽盃冠軍：2006年；
- 歐冠冠軍：2007/08年；

愛華頓
- 英格蘭足總盃亞軍：2009年；

### 國家隊
法國
- 世界盃亞軍：2006年；

## 註腳
1. ↑  .   [2008-05-12]. （原始内容存档于2014-03-29）.
2. ↑  . BBC. 2008-08-29  [2008-08-29]. （原始内容存档于2008-08-31）.
3. ↑  . BBC Sport. 2008-09-01  [2013-02-07]. （原始内容存档于2020-11-23） （英语）.
4. ↑  . BBC Sport. 2010-02-05  [2013-02-07]. （原始内容存档于2010-08-24） （英语）.
5. ↑  . BBC Sport. 2012-02-01  [2013-02-07]. （原始内容存档于2012-11-10） （英语）.
6. ↑  . The Sun. 2012-05-29  [2013-02-07]. （原始内容存档于2016-03-14） （英语）.
7. ↑  . The Sun. 2012-05-29  [2013-02-07]. （原始内容存档于2015-05-29） （英语）.
8. ↑  . BBC Sport. 2013-01-17  [2013-02-07]. （原始内容存档于2013-01-20） （英语）.
9. ↑  . BBC Sport. 2013-01-31  [2013-02-07]. （原始内容存档于2013-02-03） （英语）.
10. ↑  . BBC Sport. 2013-02-07  [2013-02-07]. （原始内容存档于2013-02-09） （英语）.
11. ↑  . BBC Sport. 8 August 2013  [8 August 2013]. （原始内容存档于2013-08-11）.

## 外部連結
- 簡介及統計 （页面存档备份，存于）